# Чорнопотіцька сільська рада (Заставнівський район)
Чорнопоті́цька сільська́ ра́да — адміністративно-територіальна одиниця та орган місцевого самоврядування в Заставнівському районі Чернівецької області. Адміністративний центр — село Чорний Потік.

## Загальні відомості
- Населення ради: 556 осіб (станом на 2001 рік)

## Населені пункти
Сільській раді підпорядковані населені пункти:
- с. Чорний Потік

## Склад ради
Рада складається з 14 депутатів та голови.
- Голова ради: Максимчук Микола Георгійович
- Секретар ради: Сірман Мирослава Дмитрівна

### Керівний склад попередніх скликань
| Прізвище, ім'я, по батькові  | Основні відомості                                                             | Дата обрання | Дата звільнення |
| ---------------------------- | ----------------------------------------------------------------------------- | ------------ | --------------- |
| Максимчук Микола Георгійович | Сільський голова, 1957 року народження, освіта середня загальна, безпартійний | 26.03.2006   | 31.10.2010      |
| Максимчук Микола Георгійович | Сільський голова, 1957 року народження, освіта середня загальна, безпартійний | 31.10.2010   |                 |

Примітка: таблиця складена за даними сайту Верховної Ради України

### Депутати
За результатами місцевих виборів 2010 року депутатами ради стали:

#### За суб'єктами висування
| Суб'єкт висування                                       | Кількість обраних депутатів | %    |
| ------------------------------------------------------- | --------------------------- | ---- |
| Політична партія Всеукраїнське об'єднання «Батьківщина» | 8                           | 57,1 |
| Самовисування                                           | 6                           | 42,9 |

#### За округами
| № округу                                                | Прізвище, ім'я, по батькові    | Дата визнання обраним | Освіта             | Партійна приналежність                        | Відомості про обраного депутата                                 |
| ------------------------------------------------------- | ------------------------------ | --------------------- | ------------------ | --------------------------------------------- | --------------------------------------------------------------- |
| Політична партія Всеукраїнське об'єднання «Батьківщина» |                                |                       |                    |                                               |                                                                 |
| 1                                                       | Лупан Валентина Іванівна       | 04.11.2010            | вища               | позапартійна                                  | тимчасово не працює                                             |
| 2                                                       | Вівчар Микола Іванович         | 04.11.2010            | середня спеціальна | член Всеукраїнського об'єднання «Батьківщина» | тимчасово не працює                                             |
| 3                                                       | Прокопець Василь Іванович      | 04.11.2010            | середня            | позапартійний                                 | ТОВ «Оксана-М», бульдозерист                                    |
| 4                                                       | Сірман Мирослава Дмитрівна     | 04.11.2010            | вища               | позапартійна                                  | Чорнопотіцька сільська рада, секретар                           |
| 5                                                       | Нагірна Марія Іванівна         | 04.11.2010            | середня            | позапартійна                                  | пенсіонер                                                       |
| 7                                                       | Побігушко Олександр Васильович | 04.11.2010            | середня            | член Всеукраїнського об'єднання «Батьківщина» | тимчасово не працює                                             |
| 8                                                       | Пристая Іван Георгійович       | 04.11.2010            | середня            | член Всеукраїнського об'єднання «Батьківщина» | тимчасово не працює                                             |
| 11                                                      | Величко Віктор Володимирович   | 04.11.2010            | середня            | позапартійний                                 | тимчасово не працює                                             |
| Самовисування                                           |                                |                       |                    |                                               |                                                                 |
| 6                                                       | Василинчук Орися Іванівна      | 04.11.2010            | середня спеціальна | позапартійна                                  | Чорнопотіцький навчально-виховний комплекс, технічний працівник |
| 9                                                       | Струбіцька Роза Василівна      | 04.11.2010            | середня спеціальна | позапартійна                                  | Чорнопотіцький навчально-виховний комплекс, повар               |
| 10                                                      | Безручак Василь Іванович       | 04.11.2010            | вища               | позапартійний                                 | Чорнопотіцький навчально-виховний комплекс, кочегар             |
| 12                                                      | Габуза Валерій Васильович      | 04.11.2010            | середня спеціальна | позапартійний                                 | Чорнопотіцький навчально-виховний комплекс, кочегар             |
| 13                                                      | Гаврилиця Володимир Васильович | 04.11.2010            | середня спеціальна | позапартійний                                 | ТОВ «Оксана-М», випалювальник цегли                             |
| 14                                                      | Щербак Сніжана Василівна       | 04.11.2010            | вища               | позапартійна                                  | Заставнівська ЦРЛ, медсестра                                    |

## Населення
За переписом населення України 2001 року в сільській раді мешкало 556 осіб.

### Мова
Розподіл населення за рідною мовою за даними перепису 2001 року:
| Мова       | Відсоток |
| ---------- | -------- |
| українська | 99,10 %  |
| російська  | 0,36 %   |
| румунська  | 0,36 %   |